# 朴葳
朴 葳（パク・ウィ、ぼく い、? - 1398年）は、高麗末期から李氏朝鮮初期にかけての武臣。倭寇討伐で活躍した。本貫は密陽。
1377年の4月から5月にかけて、金海府使として黄山江（洛東江下流）で倭寇を攻撃して29級を斬った。この戦いで溺死する倭寇も多かった。また、倭寇が50隻で金海の南浦に侵入してきた。倭寇が黄山江から密城を攻撃しようとしていることを察知した朴葳は先回りして、伏兵を設け、自身も戦艦30隻を率いて倭寇を待ち伏せした。そして倭寇が来たところで包囲して殆ど殺した。1385年11月に慶尚道都巡問使として倭寇14級を斬った。
威化島回軍に参加し、回軍功臣に録された。
1388年8月に再び慶尚道都巡問使として尚州で倭寇と戦ってこれを破った。同年9月には霊川で倭寇を攻撃して35級を斬った。1389年には100隻を率いて日本の対馬を攻撃して倭船300隻を破壊した。この攻撃以降倭寇の侵入回数は激減し、こうして14世紀倭寇は下火となった。
朝鮮王朝の時代に入ってからも倭寇を防ぎ、官職は参門下府事に至った。1398年、第1次王子の乱で殺害された。

## 名を付けられた艦船
- 張保皐級潜水艦（209型潜水艦）の四番艦「朴葳」の艦名は彼から由来している。